# Regiones autónomas de China
Las regiones autónomas (en chino tradicional, 自治區; en chino simplificado, 自治区; pinyin, zīzhìqù, literalmente: área autónoma) son una de las divisiones territoriales de nivel provincial del territorio chino en las que una parte importante, pero no forzosamente mayoritaria, de la población pertenece a una o varias minorías étnicas, las cuales oficialmente gozan de una autonomía mucho más grande que las provincias ordinarias.
Inspiradas por teorías y prácticas soviéticas, fueron establecidas a partir de 1947. La Constitución actual les da cierta independencia financiera, económica, y administrativa. El presidente de la región debe pertenecer a la nacionalidad que ejerce la autonomía regional.
Las regiones autónomas son cinco: Guangxi, Mongolia Interior, Ningxia, Sinkiang y Tíbet. Las regiones autónomas también existen en otros países.

## Denominación
Su denominación oficial se compone de:
- lugar + minoría + 自治区

que en español equivale a 
- Región Autónoma + minoría + de + lugar

Por ejemplo, el nombre completo de Guangxi es: Región Autónoma zhuang de Guangxi (广西壮族自治区).
En las regiones en que la etnia toma el nombre del lugar se omite la repetición, por ejemplo, Región Autónoma [tibetana] de Tíbet.
Otras figuras de áreas autónomas que forman su denominación así son la prefectura autónoma, distrito étnico y bandera autónoma

## Historia
Fundada en 1947, la Región Autónoma de Mongolia Interior se convirtió en la primera región autónoma en la zona liberada china. Sinkiang se convirtió en autónoma en 1955 después de la fundación de la República Popular China, y Guangxi y Ningxia se convirtieron en autónomas en 1958. El Tíbet fue anexado por la República Popular China en 1951, y fue declarado región autónoma en 1965. La designación de Guangxi y Ningxia como áreas autónomas de los zhuang y de los hui, respectivamente, fue protestada enconadamente por los chinos han locales, que constituían dos tercios de la población de cada región. Aunque los mongoles constituían un porcentaje aún menor de Mongolia Interior que cualquiera de estos, la consiguiente Guerra civil china dio pocas oportunidades para la protesta.

## Jerarquía
Las regiones autónomas son las áreas autónomas de mayor rango (son de nivel provincial) de China. Al igual que las provincias chinas , una región autónoma tiene su propio gobierno local, pero según la ley de la República Popular China , una región autónoma tiene más derechos legislativos, como el derecho a "formular regulaciones de autogobierno y otras regulaciones separadas". Una región autónoma es el nivel más alto de entidad autónoma minoritaria en China , que tiene una población comparativamente mayor de un grupo étnico minoritario en particular.
Las regiones autónomas en China no tienen derecho legal a separarse: la Ley de la República Popular China sobre Autonomía Étnica Regional , escrita en 1984, establece que "todas y cada una de las regiones autónomas étnicas son parte inseparable de la República Popular China", y que "cualquier forma de  ... separatismo  ... está absolutamente prohibida". 

## Lista de regiones autónomas
| n.° mapa | Ubicación | Nombre                               | Chino (S)/ Pinyin                          | Minoría designada | Nombre local (idioma)                                                | Abreviatura  | Capital  | Superficie (km²) | Distritos3 |
| -------- | --------- | ------------------------------------ | ------------------------------------------ | ----------------- | -------------------------------------------------------------------- | ------------ | -------- | ---------------- | ---------- |
| 1        |           | Región Autónoma Uigur de Sinkiang    | 新疆维吾尔自治区 Xīnjiāng Wéiwú'ěr Zìzhìqū | Uigures           | شىنجاڭ ئۇيغۇر ئاپتونوم رايونى Shinjang Uyghur Aptonom Rayoni (Uigur) | 新 Xīn       | Urumqi   | 1 660 000        | Lista      |
| 2        |           | Región Autónoma del Tíbet            | 西藏自治区 Xīzàng Zìzhìqū                  | Tibetanos         | བོད་རང་སྐྱོང་ལྗོངས Bod.raṅ.skyoṅ.ljoṅs (Tibetano)                          | 藏 Zàng      | Lhasa    | 1 228 400        | Lista      |
| 3        |           | Región Autónoma de Mongolia Interior | 内蒙古自治区 Nèiměnggǔ Zìzhìqū             | Mongoles          | Öbür Mongghul-un Öbertegen Jasaqu Orun (Mongol)                      | 蒙 Měng      | Hohhot   | 1 183 000        | Lista      |
| 4        |           | Región Autónoma Zhuang de Guangxi    | 广西壮族自治区 Guǎngxī Zhuàngzú Zìzhìqū    | Zhuang            | Gvangjish Bouxcuengh Swcigih (Zhuang)                                | 桂 Guì       | Nanning  | 236 700          | Lista      |
| 5        |           | Región Autónoma Hui de Ningxia       | 宁夏回族自治区 Níngxià Huízú Zìzhìqū       | Huis              | 宁夏回族自治区 (Chino)                                               | 寧 / 宁 Níng | Yinchuan | 66 400           | Lista      |